# 2002年冬季残疾人奥林匹克运动会日本代表团
2002年冬季残疾人奥林匹克运动会日本代表团是日本派出的2002年冬季残疾人奥林匹克运动会代表团。获得3枚铜牌。